# پالدیسکی
پالدیسکی (به استونیایی: Paldiski) یکی از شهرهای کشور استونی است.
این شهر در سال ۲۰۱۱ میلادی ۴٬۰۸۵ نفر جمعیت داشته است.

## نگارخانه

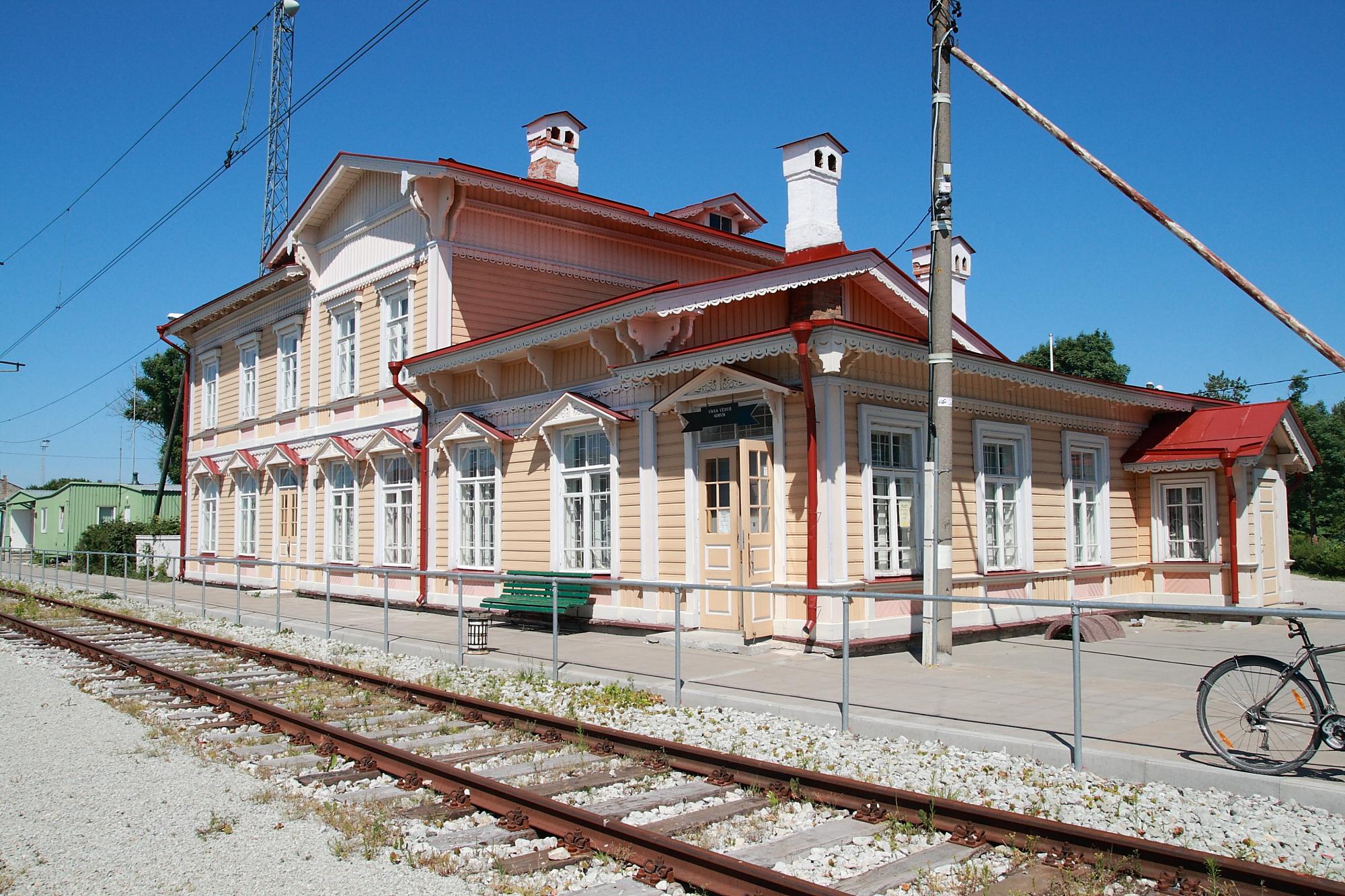
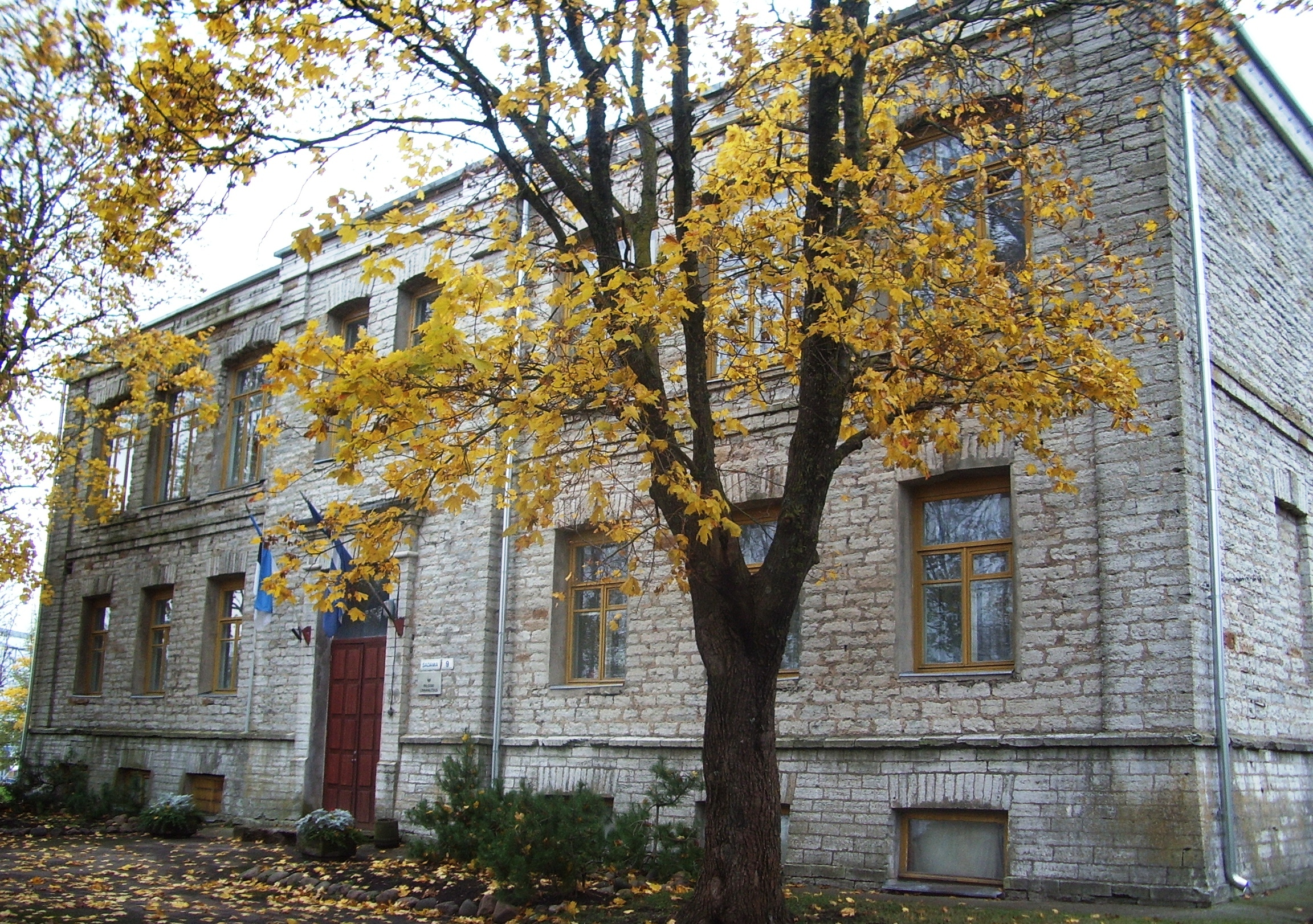
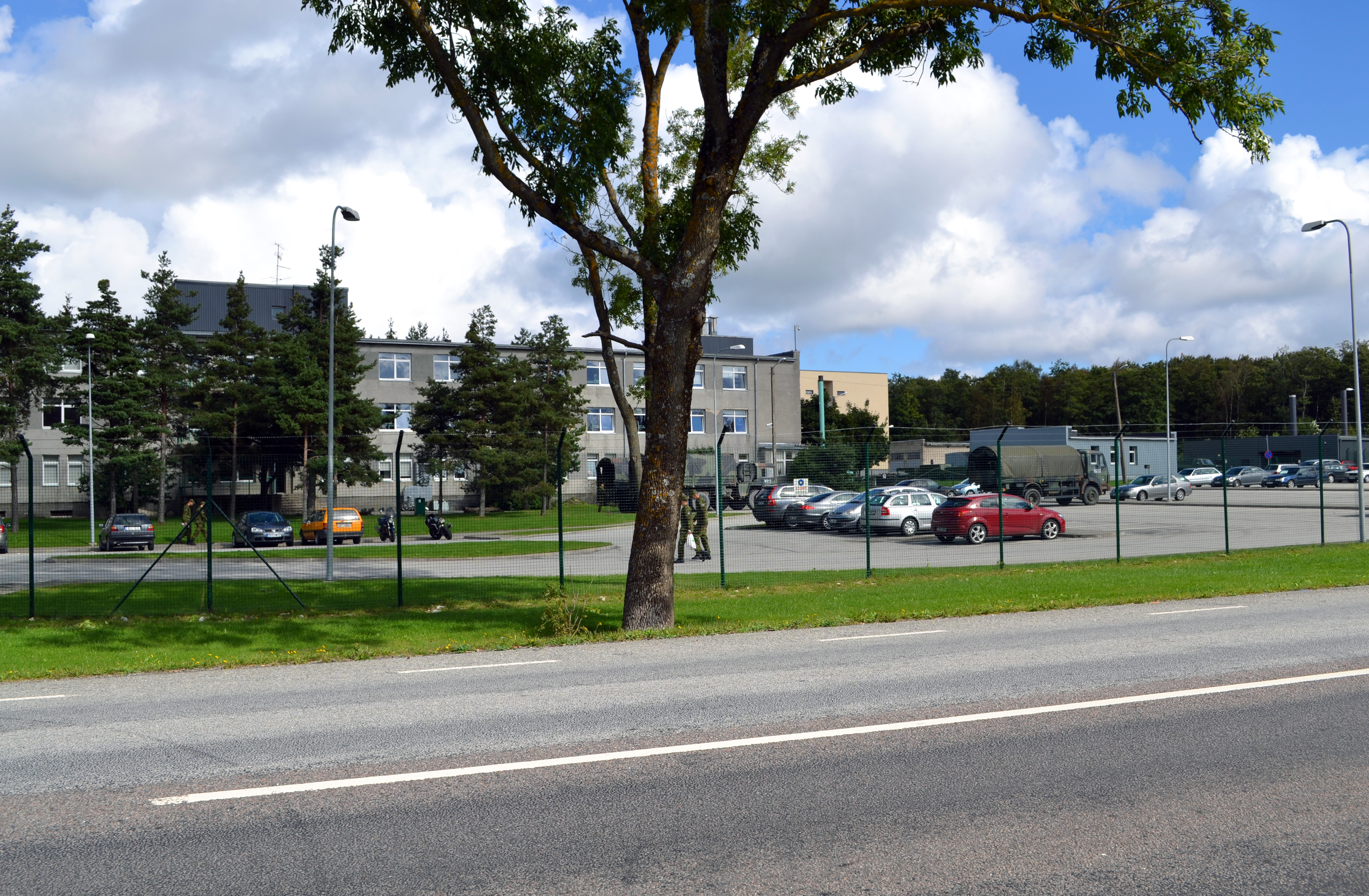
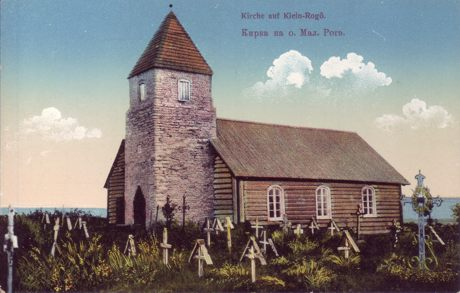
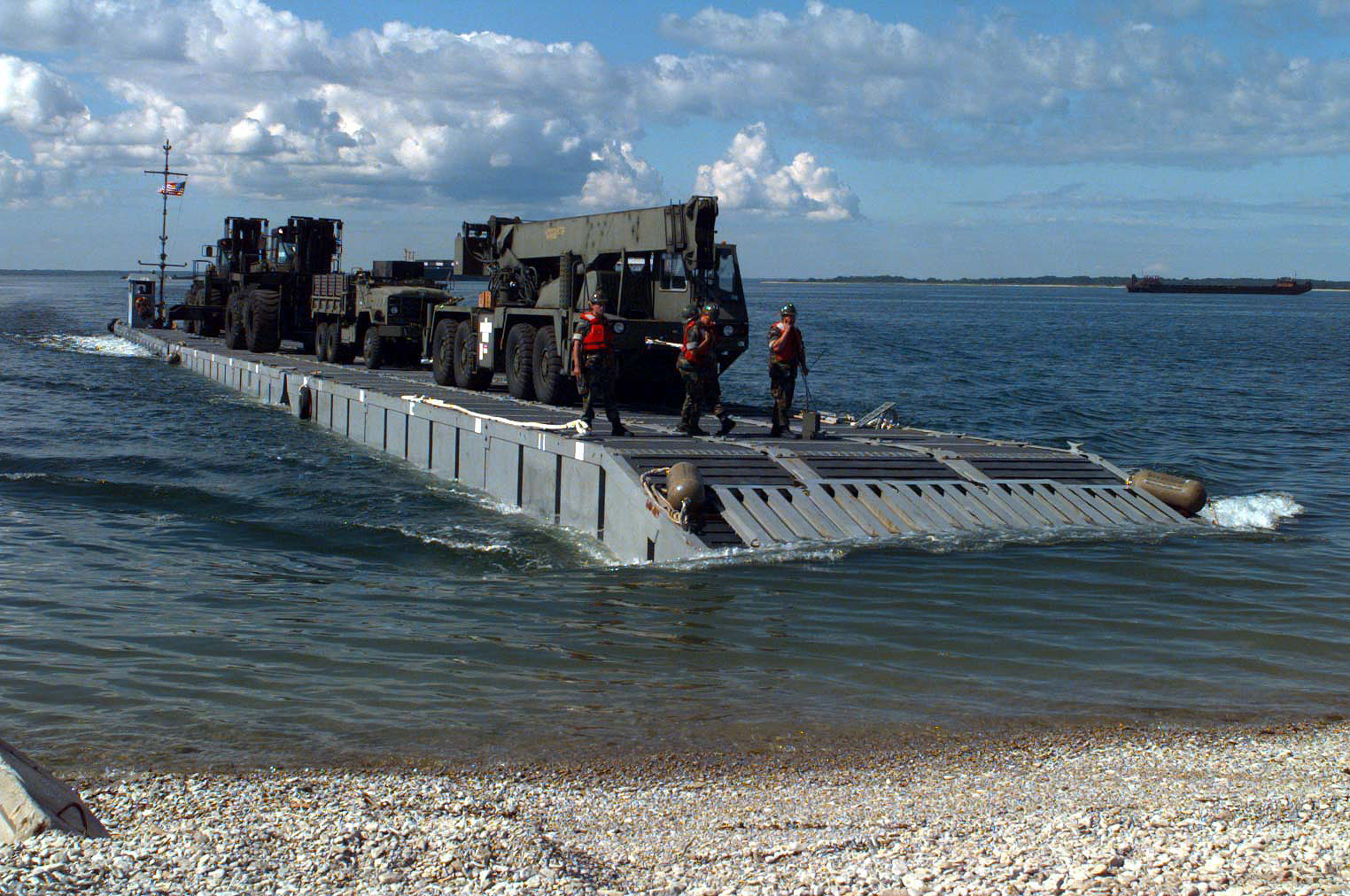
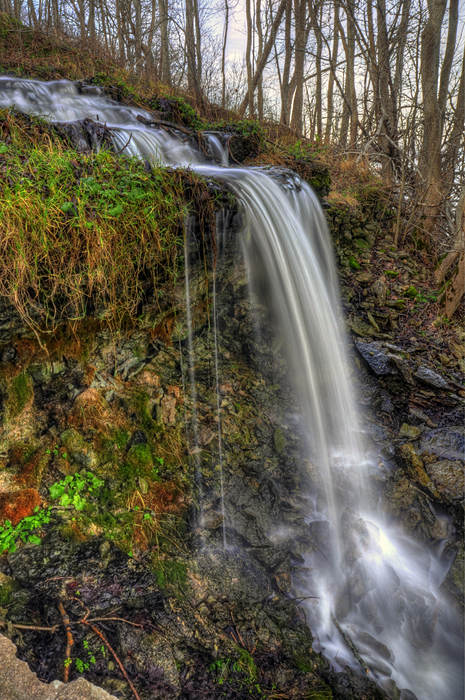